# Cathédrale Saint-Jean-Berchmans de Shreveport
Pour les articles homonymes, voir Église Saint-Jean-Berchmans.
La cathédrale Saint-Jean-Berchmans (en anglais : Cathedral of Saint John Berchmans) est une cathédrale de l’Église catholique située à Shreveport, dans l’État américain de Louisiane. Elle est le siège du diocèse de Shreveport. C'est la seule cathédrale au monde placée sous le vocable du jeune jésuite saint Jean Berchmans (1599-1621), canonisé en 1888, et l'une des huit paroisses qui porte son nom,.

## Historique

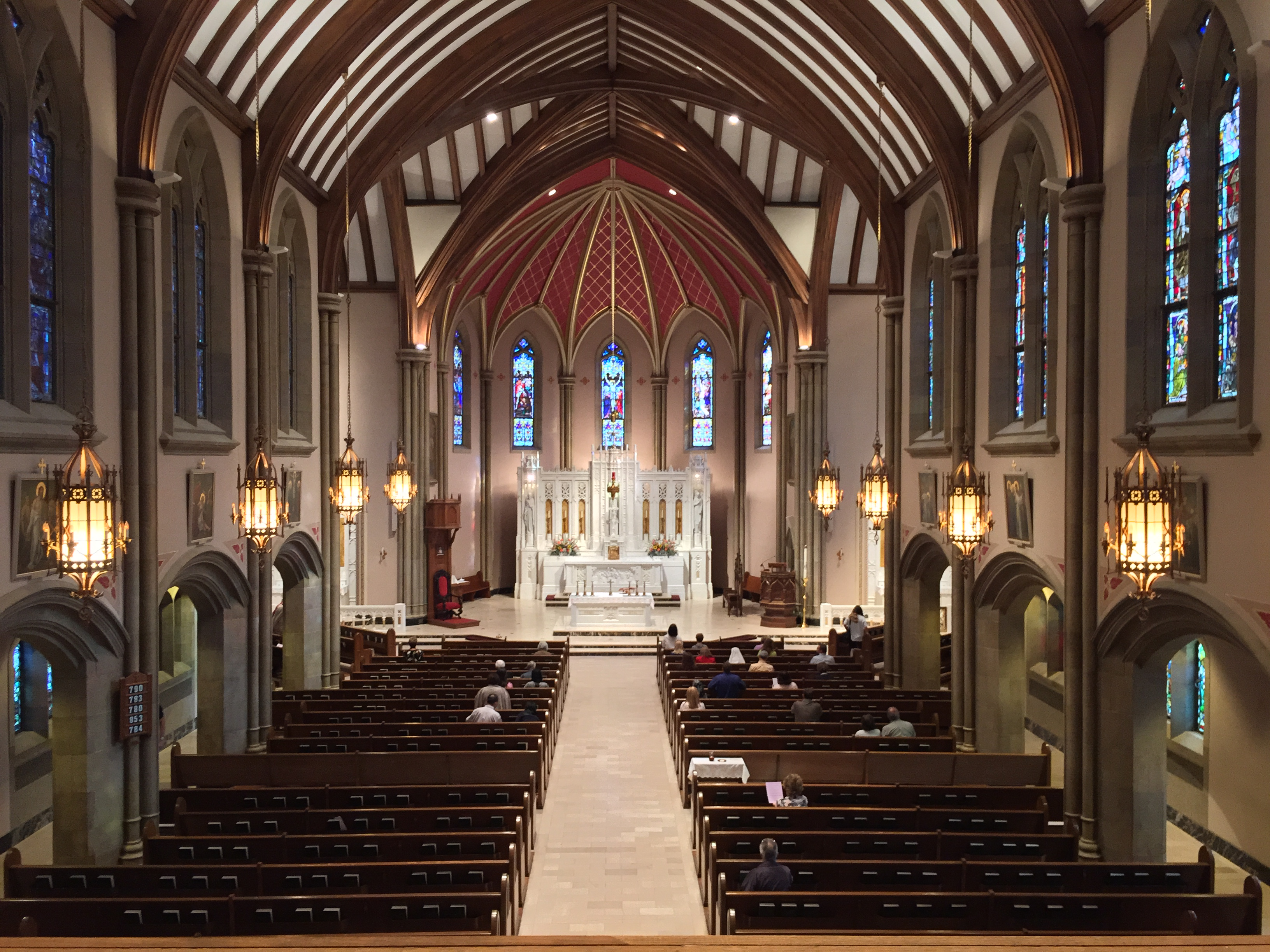
Intérieur de la cathédrale.

C'est en 1902 qu'un groupe de jésuites arrivent à Shreveport afin d'ouvrir une école pour garçons et une paroisse. Le premier curé de la paroisse est le R.P. John F. O'connor S.J. En 1924, il est nécessaire de faire construire une église plus grande à cause du nombre croissant de paroissiens. La pierre d'angle est posée le 31 juillet 1927 et la construction est terminée en juin 1928. L'église est consacrée le 16 janvier 1929.
L'église est élevée au statut de cocathédrale, lorsque le diocèse d'Alexandria-Shreveport est érigé en 1977 ; celui-ci est scindé en deux diocèses (Alexandria (en) et Shreveport) le 23 juin 1986. Saint-Jean-Berchmans devient la cathédrale du nouveau diocèse.
Les jésuites quittent l'administration de la paroisse en octobre 1988. Peu après, entre 1992 et 1994, une rénovation majeure de l'édifice est réalisée avec l'adjonction d'un vestibule et d'une chapelle d'une capacité de cent personnes,.
L'école est désormais mixte de la maternelle à la fin du primaire.
La cathédrale a été rénovée en 2014 : le maître-autel de marbre et le tabernacle qui avaient été ôtés vingt ans auparavant ont été restaurés et réinstallés.
En décembre 2016, pour le 150e anniversaire du miracle de Mary Wilson qui a permis la canonisation de saint Jean Berchmans, le cœur (relique) du saint a été exposé à la cathédrale Saint-Jean-Berchmans,.

## Architecture
La cathédrale a été construite dans un style mélangeant le style Tudor et le néo-gothique. Les poutres en bois apparentes sont typiques du style Tudor, tandis que les fenêtres et les portes ogivales évoquent le gothique. Trois des grandes baies comportent des vitraux d'Emil Frei, Jr., qui racontent la vie d'Ignace de Loyola, fondateur de la Compagnie de Jésus.